# تشارلز إل. أبتون
تشارلز إل. أبتون (بالإنجليزية: C. L. Upton)‏ هو مدير فني وطبيب أمريكي، ولد في 10 سبتمبر 1870 في شيلبورن فولز في الولايات المتحدة، وتوفي في 25 مايو 1936 في غرينفيلد في الولايات المتحدة.